# Philenora lauta
Philenora lauta là một loài bướm đêm thuộc phân họ Arctiinae, họ Erebidae.